# Kıvırcık Ali
Kıvırcık Ali (eigentlich Ali Özütemiz, * 11. Oktober 1968 in Erenli, Landkreis Turhal in der Provinz Tokat; † 11. Januar 2011 in Çatalca, İstanbul) war ein türkischer Sänger und Bağlama-Spieler von türkischer Volksmusik. 

## Leben
Ali Özütemiz hatte sich in vielen alevitischen Organisationen beteiligt. 
Er kam am 11. Januar 2011 bei einem Verkehrsunfall ums Leben. Sein Sohn Eren Özütemiz führt seine Werke weiter. Außerdem hinterlässt er noch eine jüngere Tochter.

## Diskografie

### Alben
- 1998: Gül Tükendi, Ben Tükendim
- 2000: Isirgan Otu
- 2004: Üçüncü Gurbet
- 2006: Geriye Dönün Seneler
- 2008: Hepimize Yeter Dünya
- 2011: Onbir Bir İkibinonbir / Veda – posthumes Album

### Kompilationen
- 2014: Hasret
- 2017: Sevdiklerim

### Kollaborationen
- 2002: Türküler Ve Şiir (mit Pınar Erkmen)
- 2003: Düet (mit Arzu Şahin)

### Singles (Auswahl)
- 1998: Gül Tükendi, Ben Tükendim
- 2000: Isirgan Otu
- 2008: Yanımda Sen Olmayınca
- 2011: Al Ömrümü (mit Yıldız Tilbe)
- 2011: Felek
- 2011: Unutamadım